# قائمة هجمات تدفيع الثمن الإسرائيلية

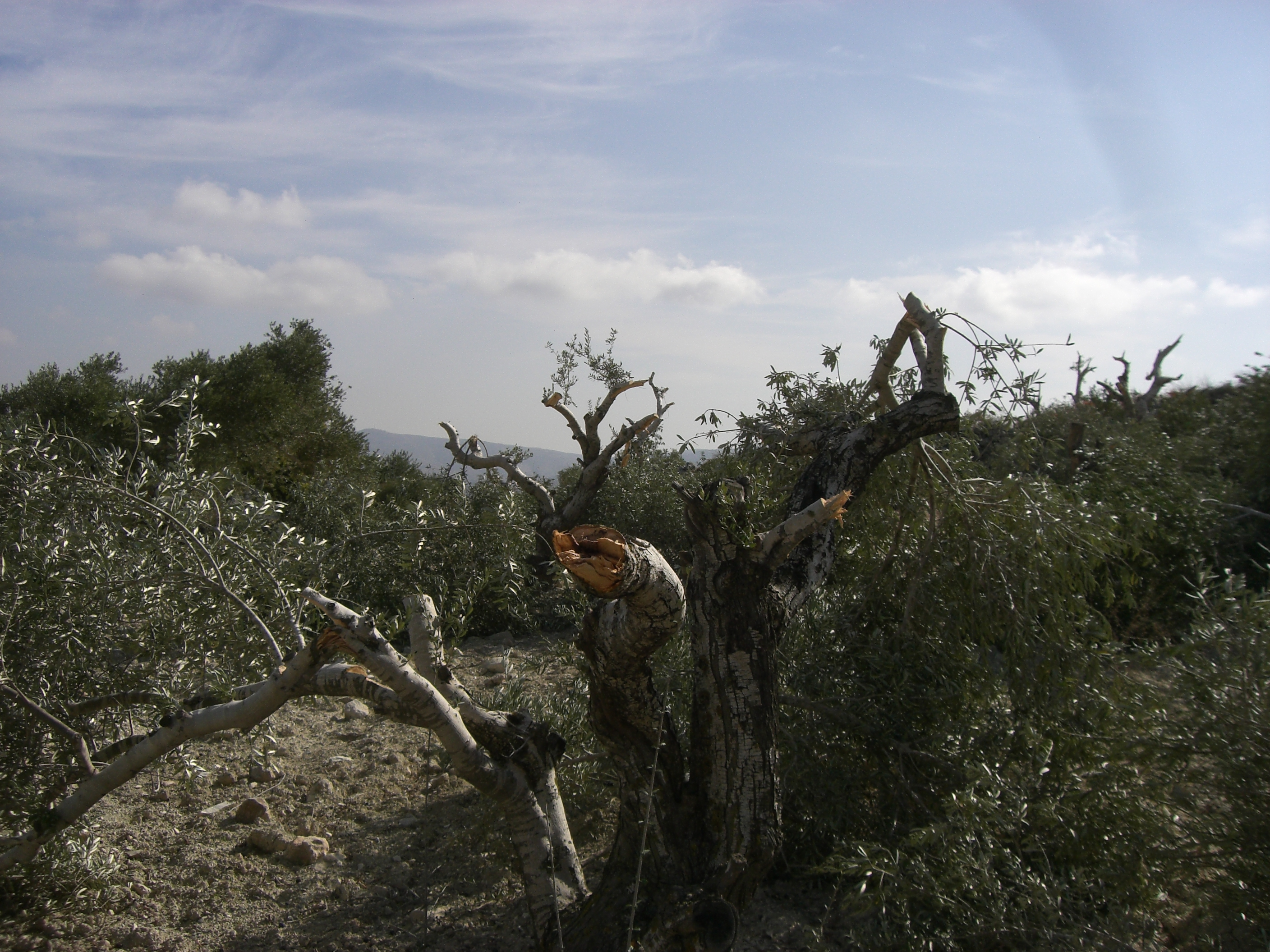
شجرة زيتون في قرية بورين والتي يُزعم أنها تعرضت للتخريب من قبل مستوطنين من يتسهار

هذه قائمة بالهجمات أو أعمال العنف التي تستهدف السكان الفلسطينيين وقوات الأمن الإسرائيلية، من قبل المستوطنين الإسرائيليين، وخلال الفترة من كانون الثاني/يناير 2012 إلى حزيران/يونيو 2013، سجلت الشرطة الإسرائيلية 788 حالة اعتداءات مشتبه بها، اعتقل فيها 276 شخصًا، وقدمت 154 لائحة اتهام.

## 2008
- 23 يوليو 2008 – 20 مستوطناً يهاجمون قرية بورين الفلسطينية، ويحطمون السيارات والنوافذ ويقطعون أسلاك الكهرباء.[6]
- 4 ديسمبر 2008 – بعد أن قامت الشرطة الإسرائيلية بإجلاء المستوطنين من بيت هشالوم في الخليل، قال المستوطنون إنهم سينفذون سياسة دفع الثمن، وأصيب ثلاثة فلسطينيين، بينهم أب وابنه، بإطلاق نار، وأصيب 12 آخرون وأحرقت 15 سيارة.[7] ووقعت حوادث لاحقة، قام فيها مستوطنون بإلقاء الحجارة على تقاطعات الطرق، وإطلاق النار وتخريب الممتلكات الفلسطينية، وقطع أشجار الزيتون، وتمزيق إطارات المركبات، في ما لا يقل عن 12 موقعًا آخر في جميع أنحاء الضفة الغربية في وقت لاحق من ذلك اليوم.[8]

## 2009
- 1 يونيو 2009 – أغلق المستوطنون طريق قلقيلية – نابلس الرئيسي بالقرب من مستوطنة كدوميم وقاموا برشق الحجارة والاعتداء على السائقين الفلسطينيين الذين كانوا يحاولون إزالة الأنقاض، مما أدى إلى إصابة 6 أشخاص، كما أشعل المستوطنون في ذلك اليوم النار في نحو 1,300 شجرة زيتون و280 دونمًا من محاصيل القمح والشعير يملكها سكان القرى الفلسطينية الواقعة على طول الطريق رقم 60 بين مستوطنتي كدوميم ويتسهار.[9]
- 20 يوليو 2009 – بعد إزالة عدد قليل من المباني غير المأهولة في ثلاث بؤر استيطانية في محافظتي رام الله ونابلس من قبل السلطات الإسرائيلية، دمر ما يزيد عن 1,000 إلى 1,500 شجرة زيتون تعود ملكيتها لقرويين من التل و‌مادما وبورين و‌عصيرة القبلية و‌جيت. وتعرضت سيارات للرشق بالحجارة، واغلقت تقاطعات طرق، وأصيب سائقان فلسطينيان، ولحقت أضرار بست مركبات بالقرب من نابلس في هجوم نسبه فلسطينيون إلى مستوطنين من يتسهار.[8][10]
- 23 يوليو 2009 – وعلى صلة بالأحداث التي وقعت قبل ثلاثة أيام، دخل أكثر من 20 مستوطنا مسلحا من بؤرة استيطانية بالقرب من يتسهار إلى قرية عصيرة القبلية وقاموا بإلقاء الحجارة على أهالي القرية. وعندما رد أهالي القرية برشق الحجارة، وصلت قوات الاحتلال الإسرائيلي، وأطلقت تجاههم القنابل الصوتية والغاز المسيل للدموع، مما أدى إلى إصابة فتى فلسطيني.[8]
- 9 سبتمبر 2009 – بعد أن أزالت القوات الإسرائيلية المباني المؤقتة في البؤرة الاستيطانية رمات هرجل في محافظة الخليل، توجه أكثر من 10 مستوطنين من مستوطنة سوسيا الإسرائيلية إلى القرية الفلسطينية المجاورة، وقاموا برشق الحجارة والاعتداء الجسدي على سكان القرية، مما أدى إلى وإصابة 15 فرداً من عائلة واحدة، بينهم 10 أطفال. وبعد تدخل القوات الإسرائيلية، عاد المستوطنون إلى سوسيا، ولم يعتقل أي منهم.[9]
- 14 أكتوبر 2009 – قطع المستوطنون حوالي 200 شجرة زيتون تابعة لقرية المغير.[11]
- 9 ديسمبر 2009 – أحرق مسجد حسن خضر في قرية ياسوف قرب سلفيت، مع كتابة شعار "دفع الثمن" على جدرانه.[12] وفي كانون الثاني/يناير 2010، ألقي القبض على عدة مستوطنين من مستوطنة يتسهار للاشتباه بهم.[13]

## 2010
- أبريل – أحرق مستوطنون ثلاث مركبات فلسطينية في حوارة قرب نابلس.[14]
- 4 مايو – أحرق مستوطنون المسجد الرئيسي في قرية اللبن الشرقية جنوب نابلس.
- 12 مايو – أحرق مستوطنون بستان زيتون بمساحة 11 دونماً في وادي الربابة بسلوان، ما أدى إلى احراق ثلاث أشجار عمرها 300 عام في البستان، وإلحاق أضرار أخرى في العديد من الأشجار.
- مايو – أحرق مستوطنون من ميتساد أكثر من 200 شجرة تعود لفلسطينيين من قرية سعير قرب الخليل.
- 25 يوليو – رداً على قيام الحكومة بهدم بيتين متنقلين وحظيرة ماعز في جفعات رونين، شرع المستوطنون في مهمة دفع الثمن التي شملت الاحتجاجات وحواجز الطرق ومحاولة إشعال النار في حقل مفتوح. وأصيب أحد سكان قرية بورين خلال اشتباكات مع المستوطنين.[15][16]
- 16 أغسطس – اقتلع مستوطنون 250 شجرة زيتون في قريتي قصرة وجالود قرب نابلس.[17]
- 3 أكتوبر – أشعل مستوطنون من جوش عتصيون النار في مسجد بقرية بيت فجار، وشوهوا القرآن الكريم، وكتبوا كلمة "انتقام" على جدران المسجد بالقرب من بيت لحم.[18][19]
- 13-14 أكتوبر – أحرقت سيارتين يملكهما فلسطيني في قصرة، وكتبت عليها شعارات تهديدية.
- 15 أكتوبر – ألقى مستوطنون قنابل حارقة على بستان زيتون مساحته 500 دونم بالقرب من قرية فرعتا قادمين من مستوطنة حفات جلعاد اليهودية العشوائية.
- 19 أكتوبر – أفاد حاخامات من أجل حقوق الإنسان عن اقتحام مدرسة للبنات في الساوية وإحراق حجرة الدراسة.

## 2011

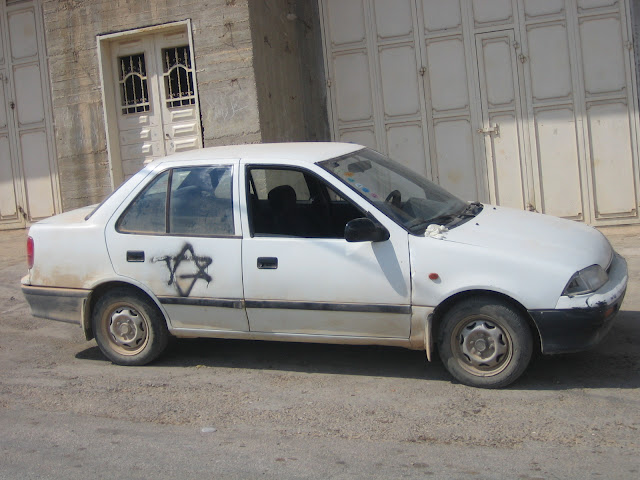
سيارة تعرضت للتخريب بعد هجوم "تدفيع الثمن" الذي شنه المستوطنون، في أيلول/سبتمبر 2011.

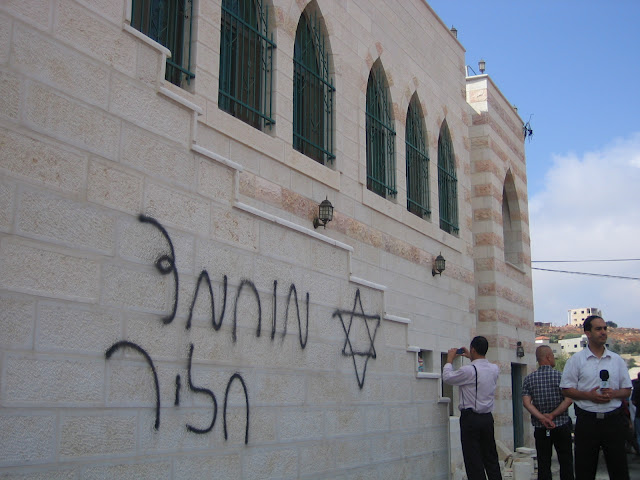
نص عبري على جدار مسجد قصرة، بعد هجوم "تدفيع الثمن" الذي شنه المستوطنون، سبتمبر 2011

- 27 فبراير – في عملية ضد إخلاء هفات جلعاد، ألقى المستوطنون زجاجات حارقة على منزل في قرية حوارة.
- 28 فبراير – حطمت العشرات من الزجاج الأمامي للسيارات الفلسطينية في الخليل ردًا على إخلاء هفات جلعاد مؤخرًا.
- 4 مارس – قام مستوطنون من شفوت راحيل بإلحاق أضرار بحوالي 500 شجرة زيتون تابعة لقرية الصرة بالقرب من نابلس، ورشقوا المنازل بالحجارة، على ما يبدو انتقاماً على تفكيك عدة منازل متنقلة.
- 17 مارس – قام خمسة إلى سبعة رجال يهود، باستخدام أنبوب معدني وغاز مسيل للدموع، بالاعتداء على عاملين فلسطينيين كانا يقومان بتجديد منزل على حافة مستوطنة شيلو. وأصيب حارس أمني يهودي كان يحميهم بجروح طفيفة أيضًا.[20]
- 6 يونيو – تخريب والاعتداء على مسجد في المغير، بالقرب من رام الله.
- 25 يوليو – قام مستوطنون بإضرام النار في أراضي زراعية تابعة لقرية صرة.
- 5 سبتمبر – قام مستوطنون بإضرام النار في مسجد قرية قصرة، جنوب نابلس.
- 7 سبتمبر – قام مجهولون بقطع إطارات وكابلات 12 مركبة عسكرية في قاعدة للجيش الإسرائيلي، انتقامًا لهدم ثلاث منازل في مستوطنة ميغرون غير القانونية.
- 8 سبتمبر – حاول مستوطنون تخريب مسجد قرية يتما، بالقرب من ريحاليم وكفار تبواح، في محافظة نابلس.
- 9 سبتمبر – نشرت شعارات بالعبرية على مسجد الأمير حسن في بيرزيت وعلى جدار جامعة بيرزيت بالقرب من رام الله. ومنها كانت مسيئة للنبي محمد  وكتبوا أيضاً "الموت للعرب".
- 11 سبتمبر – وخرب جدار منزل ناشط يساري في القدس بكتابة شعارات تقول "الموت للخونة".
- 25 سبتمبر – قطع حوالي 100 شجرة زيتون في قرية دوما جنوب نابلس.
- 28 سبتمبر – تجريف بستان يحتوي على 45 شجرة زيتون بالقرب من الخليل، على ما يبدو انتقامًا لمقتل مستوطن وابنه.
- 3 أكتوبر – إحراق مسجد في بلدة طوبا الزنغرية البدوية في شمال إسرائيل.
- 5 أكتوبر – قام مستوطنون باقتلاع 200 شجرة زيتون في قرية قصرة، بالقرب من نابلس.
- 7 أكتوبر – تدنيس مقبرة الكزخانة التاريخية الإسلامية ومقبرة الروم الأرثوذكسية المسيحية في يافا بكتابة شعارات يمينية متطرفة.[21][22][23]
- 11 أكتوبر – تدنيس نصب إسحاق رابين التذكاري في تل أبيب، وكتبت عبارة "price tag" أي تدفيع الثمن، وعبارة "أطلقوا سراح إيجال عامير" على النصب التذكاري.
- 25 أكتوبر – قطع 20 شجرة من بستان زيتون في بيت صفافا لعائلة فلسطينية من القدس، ووضع لافتة "تدفيع الثمن" بالقرب منها.
- 30 أكتوبر – قام مخربون بإحراق مطعم عربي في يافا، وبحسب عضو في مجلس مدينة تل أبيب-يافا، كُتبت عبارات "تدفيع الثمن" و"كاهانا كان على حق" على جدرانه.
- 7 ديسمبر – حاول مخربون إحراق مسجد قرية برقين الفلسطينية، بالقرب من مستوطنة أرئيل، وأضرموا النار أيضًا في مركبتين فلسطينيتين.
- 13 ديسمبر – قام 50 مستوطنًا وناشطًا يهوديًا يمينيًا باقتحام مقر لواء إفرائيم الإقليمي بالقرب من مستوطنة كدوميم، وألحقوا أضرارًا بالمركبات العسكرية، وأحرقوا الإطارات، وألقوا زجاجات حارقة وحجارة.
- 13 – 14 ديسمبر – أضرم النار في مسجد النبي عكاشة في القدس.
- 14 – 15 ديسمبر – قام مستوطنون بتخريب وإحراق مسجد قرية برقة الفلسطينية بالقرب من نابلس، وقد كُتبت على المسجد شعارات وكتابات بذيئة.
- 18 ديسمبر – تم تخريب جدران مسجد بني نعيم، شرق الخليل.

## 2012
ووقعت 56 عملية، غالبيتها ضد الفلسطينيين، في القدس وحدها خلال عام 2012. وقبض على المشتبه بهم في 12 حادثة، على الرغم من أنه لم توجه لهم الاتهامات. وحقق في حوالي 623 قضية تتعلق بعمليات دفع الثمن، شملت اعتقال 200 شخص وتقديم 123 لائحة اتهام.
- 5 يناير - أحرقت مغسلة سيارات فلسطينية في شعفاط، وأحرقت شاحنة صغيرة من نوع GMC وشاحنة أخرى لفلسطينيين.
- 11 يناير - خُرب مسجد في قرية دير استيا الفلسطينية في الضفة الغربية بكتابات مسيئة، وأحرقت ثلاث سيارات كانت قريبة من المسجد.
- 16 يناير - حُرقت سيارة محمد غنام، شقيق محافظ رام الله، ليلى غنام، خارج قرية دير دبوان بالقرب من رام الله.
- 7 فبراير - في القدس، كتبت عبارات مسيئة على جدارن مدرسة يهودية-عربية ثنائية اللغة، ودير الصليب الذي تديره الكنيسة اليونانية الأرثوذكسية ويعود للقرن الحادي عشر، ومن هذه العبارات "الموت للعرب"، "كاهانا كان على حق" و"الموت للمسيحيين".[25]
- 20 فبراير - كتبت عبارات مسيئة على جدران كنيسة شارع ناركس المعمدانية في القدس، وقطعت إطارات عدة سيارات كانت مركونة بالقرب من الكنيسة.
- 8 يونيو - ثقبت إطارات 14 سيارة وكتابة شعارات منها: "الموت للعرب"، "الانتقام"، "كاهانا كان على حق"، "تحية من حفات جلعاد"، على سيارات سكان قرية واحة السلام اليهودية-العربية.
- 19 يونيو - أشعل النار في "المسجد الكبير" في قرية الجبعة في الضفة الغربية وكتبت شعارات تقول "لقد بدأت الحرب".
- 1 أغسطس - وجدت عائلة فلسطينية في سنجل، بين مستوطنات شيلو ومعاليه ليفونا، حاويات بلاستيكية مليئة بالبنزين تحت شاحنتهم الصغيرة مكتوب عليها بالعبرية "لا تلمسوا الأراضي".
- 23 أغسطس - حاول مستوطنون يرتدون الكيباه، إحراق سيارتين بعد كتابة شعارات عليهما في قرية عورتا بالضفة الغربية.[26]
- 27 أغسطس - أحرقت سيارة وكتبت شعارات على سيارات أخرى تقول "الموت للعدو" و"الموت للعرب" في مخيم الجلزون للاجئين شمال رام الله.
- 4 سبتمبر - كتبت شعارات تقول "يسوع قرد" على دير مسيحي وإشعال النار في بابه في اللطرون.
- 3 أكتوبر - كتبت شعارات مسيئة على مدخل كنيسة رقاد السيدة العذراء على جبل صهيون.
- 22 أكتوبر - أحرقت سيارة وكتبت شعارات تقول "تدفيع الثمن طوس" و"مع تحيات مائير كاهانا" على مدخل قرية في منطقة الخليل.
- 25 نوفمبر - خربت ثماني سيارات فلسطينية في شعفاط بشعارات تقول "غزة ستدفع الثمن".
- 3 ديسمبر - أعتقل ثلاثة شباب أثناء محاولتهم تخريب ممتلكات في قرية السموع بالضفة الغربية بعد إحراق سيارة وكتابة شعارات عليها في بلدة الظاهرية.

## 2013
وفي الفترة من كانون الثاني/يناير إلى تشرين الثاني/نوفمبر، وقعت 120 هجوماً في منطقة بنيامين / البيرة في شمال الضفة الغربية، مما دفع أحد مسؤولي الأمن الإسرائيليين إلى التصريح بأن هذه الأعمال قد يكون لها تأثير مدمر، وفي الفترة من كانون الثاني/يناير إلى حزيران/يونيو 2013، فتحت 165 قضية تتعلق بهجمات دفع الثمن، واعتقا حوالي 76 مشتبها بهم و31 لائحة اتهام.
- 1 يناير - كتب شعار "العربي الجيد هو العربي الميت"، و"هذه المرة على المباني، المرة القادمة على البشر"، على قرية بيت أمر، قرب الخليل.
- 2 يناير - ثقبت إطارات أربع سيارات في قرية جنوب نابلس، وكتبت عبارات "تضامنًا مع عيش كودش [الإنجليزية]" (بؤرة استيطانية إسرائيلية)، ورسمت نجمة داود على جدار قريب منها.
- 5 فبراير - أحرقت سيارتين، وكتبت عليها شعارات "الدم اليهودي ليس رخيصًا" على جدار بالقرب منهما في دير جرير، شرق رام الله.
- 14 فبراير - استهدف مخربون، احتجاجًا على هدم بؤرة استيطانية إسرائيلية في معاليه رحبعام [الإنجليزية] في الضفة الغربية، مقبرة تاريخية للمسلمين في القدس عن طريق رسم نجوم داود وشعارات مسيئة على 10 قبور.
- 18 فبراير - في قرية ياسوف الفلسطينية بالقرب من مستوطنة كفار تبواح، ثقب مستوطنون إطارات ثلاث سيارات وكتبت عليها "تدفيع الثمن، إرهاب الحجارة".
- 21 فبراير - وفقًا لمنظمة بتسيلم، خرب متطرفون يهود ست سيارات، وأحرقوا أربعًا منها، في قرية قصرة، أدان الحادثة رئيس الوزراء الفلسطيني سلام فياض، وأيضاً أدان وقتها اعمال الجيش الإسرائيلي بإسقاط أعمدة الكهرباء في القرية قبل يوم من الحادثة.
- 6 مارس - أعتقل مقيم في مفاسربت صهيون [الإنجليزية]، لانه كان يخرب سيارات فلسطينية ويكتب عليها شعارات "الموت للعرب" في حديقة صناعية في مستوطنة شيلو بالقرب من القدس.
- 8 مارس - في الساوية، قرب كفار تبواح، قطعت 75 شجرة زيتون حتى الجذع، و21 شجرة زيتون ناضجة بالكامل.
- 9 أبريل - قام مخربون بتشويه مسجدين وثقب إطارات عدة سيارات في قرية تقوع الفلسطينية.
- 22 أبريل - أحرق مستوطنون 15 سيارة فلسطينية في حوادث منفصلة، و11 سيارة في دير جرير، واحترقت أربع سيارات منها بالكامل.
- 23 أبريل - أحرقت أربع مركبات مملوكة لشخص من عرب إسرائيل في عكبرة، قرية بالقرب من صفد.
- 24 أبريل - بعد سرقة منزل عربي في تل أبيب، وُجدت شعارات جرافيتي تقول "الموت للعرب" و"ارحلوا" و"تدفيع الثمن" على باب شقتهم.
- 30 أبريل - دخل مستوطنون قرية بيتللو وكتبوا شعارات "تدفيع الثمن" على أحد المنازل.
- 13 مايو - أحرق مستوطنون ثلاث سيارات بالقرب من مسجد في قرية أم القطف في وادي عارة. وخُرب جدار المسجد بكتابة شعارات مع نجمة داود.
- 15 مايو - أحرق مخربون سيارتين في قرية نين بالقرب من العفولة.
- 23 مايو - استهدف مستوطنون مجموعة من الفلسطينيين وألحقوا أضرارًا بممتلكاتهم، وممتلكات يهودية أيضًا عندما تضررت خمس سيارات، ثلاث منها تابعة للفلسطينيين واثنتان لليهود، في شارع جيلو بالقدس.
- 29 مايو - في موجة من الهجمات، أحرق خمس سيارات في قرية الزبيدات شمال شرق أريحا، وأربع في قرية مرج نعجة، وأحرقت سيارتين في قرية رنتيس غرب رام الله. وفي القدس، ثقبت إطارات سبع سيارات، أربع منها في التلة الفرنسية، وثلاث عند مدخل شعفاط.
- 30 مايو - ثقبت إطارات ثلاث سيارات في بيت إيلو.
- 30 مايو - كتبت كتابات مسيئة على جدارن كنيسة رقاد السيدة العذراء في جبل صهيون بالقدس للمرة الثانية في عدة أشهر، وثقبت إطارات سيارتين مركونتين عند الكنيسة.
- 12 يونيو - كُتبت عبارات على عدة قبور مسيحية أرثوذكسية في مقبرة مسيحية في يافا.
- 13 يونيو - أشعل مخربون النار في سيارتين في موقف سيارات في الشيخ جراح (القدس).
- 18 يونيو - كُتب شعار "اخرجوا العرب"، وثقبت إطارات 28 سيارة في أبو غوش. وكانت واحدة من السيارات المتضررة تابعة لرئيس الكنيست السابق أبراهام بورغ.
- 22 يونيو - ثقبت إطارات 21 سيارة فلسطينية في بيت حنينا، وكتبت عبارة "لن نصمت على رمي الحجارة" مع شعار لنجمة داود.
- 19 أغسطس - ألقيت قنبلة حارقة في ممر دير بيت جمال بالقرب من بيت شيمش، الذي تديره راهبات الأخوات بيت لحم، وكتبت شعارات "الموت للغرباء"، و"الانتقام" على جدرانه.
- 22 سبتمبر - ثقب وتخريب ثمان سيارات تعود لسكان فلسطينيين في منطقة الشيخ جراح في القدس الشرقية.
- 29 سبتمبر - تخريب سبع سيارات لسكان فلسطينيين في القدس الشرقية بالقرب من قبر شمعون الصّديق، وكانت هذه الحادثة الثانية خلال أسبوع واحد.
- ألقت الشرطة القبض على أربعة شباب يهود، اثنين منهم يُعرفان بأنهما من "شباب التلة"، أثناء تحطيم 15 شاهد قبر في المقبرة المسيحية بالقرب من مقام النبي داود في القدس، لمنع تنفيذهم هجوم كامل من هذا النوع.
- 1 أكتوبر - ثقب مخربون إطارات خمس مركبات على طول طريق "معاليه هاشالوم"، وكتبوا شعارات على جدار بالقرب من منزل عائلة فلسطينية مُنحت وقفاً لإخلاء منزلها من المحكمة العليا الإسرائيلية في البلدة القديمة، وكانت هذه الحادثة الخامسة من نوعها خلال الأسبوع.
- 10 أكتوبر - تعرضت المدرسة الابتدائية الفلسطينية في جالود لهجوم من قبل حوالي 20 مستوطناً، تضررت فيه خمس سيارات مملوكة للمعلمين، وإشعال النار في بساتين الزيتون بالقرية، وعلى اثره تضررت 400 شجرة.
- 10 أكتوبر - كتبت عبارة على جدار مسجد في قرية برقة الفلسطينية في الضفة الغربية، وأُحرقت ثلاث سيارات.
- 14 نوفمبر - أُشعل النار في منزل فلسطيني في قرية سنجل بالضفة الغربية، مما أدى إلى إصابة خمسة فلسطينيين باختناق جراء الدخان. ودُمر نصف المنزل، نُسب العمل إلى أربعة مستوطنين.
- 19 نوفمبر 2013 - أُحرقت مركبتان ورُسمت نجوم داود على جدران قرية فراتا الفلسطينية.
- 8 ديسمبر 2013 - كتب مستوطنون عبارات مسيئة للنبي محمد على جدران مسجد في باقة الغربية، وحطم زجاج 5 سيارات كانت قريبة.

## 2014

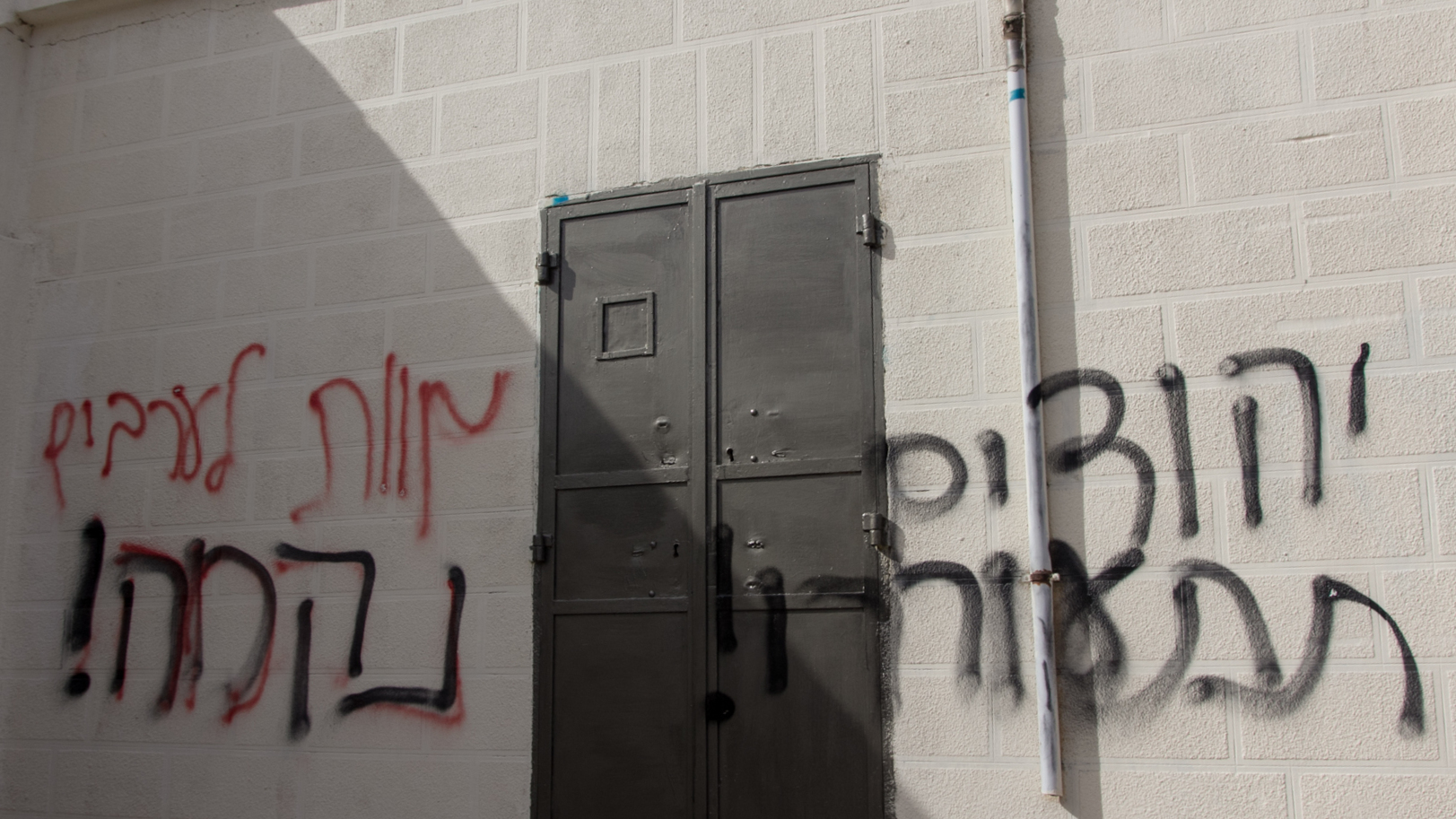
31 كانون الثاني (يناير) 2014، كتابات على جدران منزل فلسطيني خارج معاليه ليفونا، معناه "اليهود يستيقظون!"، "الموت للعرب"، "الانتقام!".

حدث ارتفاع حاد في الهجمات بعد 2 أبريل في أعقاب هدم البؤر الاستيطانية غير القانونية في مستوطنة يتسهار، مع وقوع حوالي 16 جريمة في ما يزيد قليلا عن شهر، مقارنة بـ 17 جريمة مسجلة في الأشهر الثلاثة السابقة. وفي الفترة من يناير/كانون الثاني وحتى منتصف مايو/أيار، فتحت وحدة الجرائم القومية في الشرطة الإسرائيلية 78 ملفاً جديداً، واعتقلت 102 مشتبها بهم و37 لائحة اتهام.
- 6 - 7 يناير - في قرية مادما جنوب نابلس، أحرقت سيارتين فلسطينيتين ووجدت بجانبهما عبارات بالعبرية مع نجمة داود.[30]
- 8 يناير - قطعت 30 شجرة مثمرة في مركز حدائق فلسطيني بجوار كفر قاسم.
- 15 يناير - أحرق مسجد في قرية دير استيا بالقرب من أرئيل وكتبت شعارات مسيئة على جدرانه.
- 30 يناير - قام المخربون بتخريب جدران كنيس يهودي تابع لليهودية التقدمية في رعنانا بكتابات واقتباسات تشير إلى أن المرتدين والزنادقة ومنكري التوراة لا مكان لهم في الآخرة إلا إذا تابوا.
- 9 فبراير - ثقبت إطارات 16 سيارة وكتبت عليها شعارات معادية للعرب في حي عين اللوزة في سلوان.
- 11 مارس - ثقبت إطارات 19 سيارة في مدينة جلجولية، وتلويث جدران المنازل الجديدة بكتابات باللغة العبرية تحمل عبارات "كل العرب مجرمون".
- 24 مارس - ثقبت إطارات 34 سيارة في هجوم بضاحية بيت حنينا في القدس الشرقية. وكان هذا الهجوم الثاني من نوعه على المنطقة خلال عام.
- 1 أبريل - ثقبت إطارات أربع سيارات وتلويث جدران دير كاثوليكي في قرية دير رفات بالقرب من كيبوتس تزورا قرب بيت شيمش. وكتبت على جدران عبارات عديدة مثل "أمريكا هي ألمانيا النازية"، وكتابات مسيئة أخرى.
- 3 أبريل - ثقبت إطارات 40 سيارة في قرية الجش ذات الأغلبية المسيحية.
- 18 أبريل - أحرق باب مسجد أبو بكر الصديق في أم الفحم وكتبت عبارات على جدرانه.
- 28 أبريل - ثقبت إطارات عدة سيارات محلية ورسمت عليها نجمة داود، وكتبت عبارة "أغلقوا المساجد، وليس المدارس الدينية" على مسجد في بلدة الفريديس. ووفقًا لرئيس منظمة "Tag Meir" (نشر النور) جادي غفرياهو، كان هذا الهجوم الـ31 على دار عبادة في إسرائيل أو الضفة الغربية منذ عام 2009.
- 29 أبريل - ثقبت إطارات سيارة تخص مواطنًا عربيًا إسرائيليًا ورسم نجمة داود على الأبواب عندما ترك الرجل سيارته مركونة في حي يهودي في يوكنعام. وهو الحادث السادس من نوعه في المدينة خلال شهر.
- 4 مايو - ثقب مستوطنون إطارات سيارة تخص مواطن عربي في عكا بينما كانت مركونة في عين هشوفيط [الإنجليزية]، ورسموا نجمة داود على أحد الإطارات.
- 5 مايو - كتبت عبارة على عمود خارج مكتب تجمع الأساقفة في مركز نوتردام في القدس الشرقية بالعبرية: "الموت للعرب والمسيحيين وكل من يكره إسرائيل".
- 5 مايو - كتبت شعارات معادية على جدران ممتلكات عربية في بلدة كريات يعاريم [الإنجليزية] الإسرائيلية.
- 7 مايو - كتبت عبارة "الموت للعرب" على نوافذ عيادة طب الأسنان التي يملكها درزي في يوكنعام.
- 9 مايو - كتبت عبارات معادية ومسيئة على جدران كنيسة القديس جورج الرومانية الأرثوذكسية في القدس.
- 16 يونيو - ثقبت إطارات مركبة عسكرية تابعة للجيش الإسرائيلي كانت تنقل مراحيض في مستوطنة يتسهار.
- 19 يونيو - كتبت عبارة "الموت للعرب" على جدارن مدرسة عربية-إسرائيلية في حيفا، وشتائم ضد عضو الكنيست حنين زعبي.[31]
- 23 يونيو - في حي الأشقرية ببيت حنينا، ثقبت إطارات ثلاث سيارات، وتفريغ إطارات أربع أخرى، و12 سيارة وحافلة مدرسية بالحادث، مع كتابة شعارات عدوانية ضد العرب عليها.
- 2 يوليو - أختطف ثلاث مستوطنون الفتى الفلسطيني محمد أبو خضير وضرب حتى الموت، وحرق بعد أن سكب البنزين عليه من حي شعفاط بالقدس.
- 2 يوليو - في أعقاب مقتل ثلاثة إسرائيليين، قام مستوطنون، من مستوطنة إيتمار بكتابة عبارات انتقامية على مزرعة للأغنام لفادي باسم بني جابر في عقربا، وأحرقوا السياج الفولاذي الذي يحيط بها.
- 9 أغسطس - قام مستوطنون من مستوطنة كفار تبواح بحرق حافلة صغيرة وكتابة شعارات معادية على جدار في قرية ياسوف.
- 5-6 أكتوبر - قطعت عشرات أشجار الزيتون في قرية ياسوف وإلحاق أضرار بـ 15 شجرة أخرى في قرية بورينـ[32]
- 14 أكتوبر - اضرم النار في مسجد عقربا، بالقرب من مستوطنة إيتمار.
- 11 نوفمبر - قام مخربون بإتلاف عدة سيارات وكتابة شعارات "لا عرب، لا سيارات" في بيت صفافا.
- 12 نوفمبر - أحرق مستوطنون مسجدًا في المغير وكتبوا شعارات عنصرية على جدرانه.[33]
- 23 نوفمبر - قام مستوطنون بإلقاء قنابل مولوتوف وقنابل صوتية، وأضرموا النار في منزل أرملة عبد الكريم حسين حمايل في خربة أبو فلاح، وكتبوا "الموت للعرب" باللغة العبرية في الموقع.
- 29 نوفمبر - أضرم مخربون النار في مدرسة يد بيد ثنائية اللغة اليهودية-العربية في حي بات بالقدس، وكتبوا على جدرانها شعارات عنصرية ضد التعايش. أعتقل ثلاثة أعضاء من مجموعة لهافا اليمينية المتطرفة، يتسحاق جباي والأخوين نحمان وشلومو توييتو، في 6 ديسمبر بتهمة الحرق، واعترفوا لاحقًا بمسؤوليتهم.[34] وصرحت إحدى أمهاتهم: "من المقزز أن يتعلم اليهود والعرب جنبًا إلى جنب... لو لم تكن لدينا دولة تحكمها القانون، لكنت فعلت الشيء نفسه."

## 2015

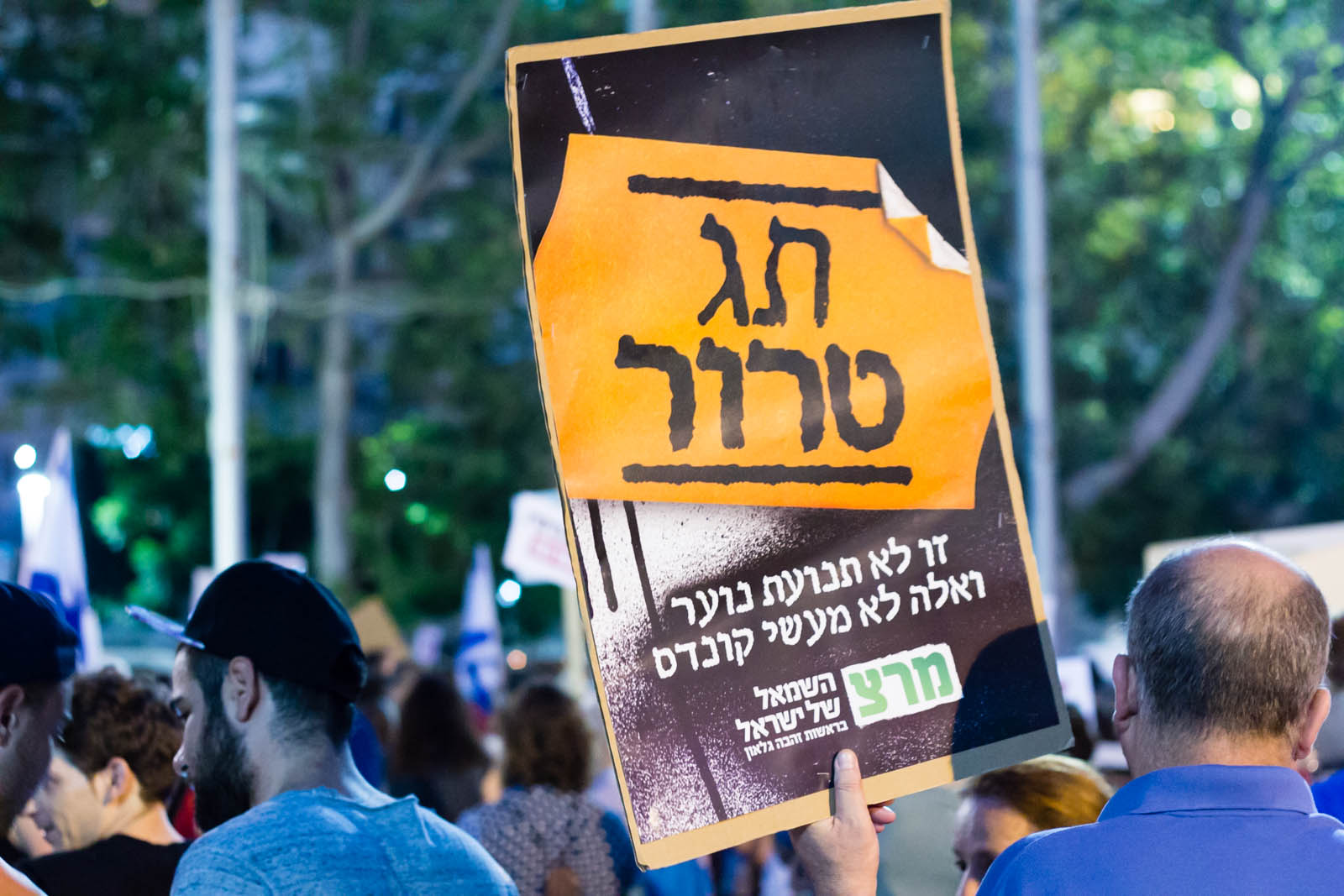
لافتة حزب ميرتس خلال مظاهرة ضد هجمات تدفيع الثمن في ميدان رابين في 1 أغسطس 2015.

- 14 يناير – تخريب 11 مركبة في حي بيت صفافا الفلسطيني في القدس الشرقية، وكتابة شعارات كراهية عليها.[35][36]
- 26 فبراير – أحرق مستوطنون معهد ديني يوناني أرثوذكسي بجوار باب الخليل في القدس، وكتبوا شعارات مسيئة على جدرانه.[37][38]
- 5 مارس – أحرقت سيارتين وكتب عليها شعارات "الموت للعرب" و"المجد لليهود" بالعبرية في قرية المغير.[39]
- 18 يونيو – أحرق مستوطنون جزء من كنيسة الضرب [الإنجليزية] في الطابغة قرب بحيرة طبريا.[40][41][42]
- 31 يوليو – قتل الطفل علي سعد دوابشة البالغ من العمر 18 شهرًا، وأحرق منزلين وأصيب ثلاثة من أفراد الأسرة، بينهم طفل عمره 4 سنوات، بحروق خطيرة (حرق عائلة دوابشة).[43]
- 13 أغسطس – أحرقوا شباب التلة خيمة بدوية كانت تُستخدم كمخزن لعلف الحيوانات.[44]
- 1–2 أكتوبر – وقعت عدة هجمات على الممتلكات والأشخاص الفلسطينيين في الضفة الغربية.[45]

## 2020
- 25 كانون الثاني (يناير): أحرق مخربون مسجد في حي شرفات في القدس الشرقية وكتبوا عليه عبارات بالعبرية قبل الفرار.[46]
- 28 كانون الثاني (يناير): أحرق صف دراسي في قرية عينبوس الفلسطينية في الضفة الغربية.[47]
- 27 تموز/يوليو: أحرق مستوطنون مسجد في البيرة بالضفة الغربية، وكتبت عليه شعارات معادية للفلسطينيين على جدرانه.[48]